# Salam, Agur
Salam, Agur es el último álbum de estudio del grupo musical vasco Negu Gorriak.
En 1996 los integrantes de Negu Gorriak decidieron separarse y dar vida a otros proyectos que tenían en mente o en los cuales ya estaban directamente implicados algunos de sus miembros. La banda lo hizo público el 3 de octubre. Para dar a conocer la noticia eligieron la columna del diario Egin en la que periódicamente escribía Fermin Muguruza: «Nire Txanda» («Es mi turno»). En la columna, Fermin declaraba que se iban como habían llegado: con la publicación de un álbum, que sería Salam, Agur. No habría gira ni conciertos de despedida.
El disco se grabó entre el 21 de octubre y el 7 de noviembre del mismo año. Esta vez eligieron los Estudios Katarain (en Azkarate, Navarra), propiedad de Anjel Katarain, quien ejercía habitualmente de técnico de sonido en sus conciertos.
El álbum se lanzó en diciembre. En el disco el grupo repasaba sus influencias musicales («la Banda Sonora Original de nuestras vidas») en 15 versiones de otros tantos grupos: BAP!!, Otis Redding, The Who, Macka B, Minor Threat, Bob Marley, Public Enemy, The Clash, Redskins, Poison Idea, Errobi, Dead Kennedys, Linton Kwesi Johnson, Anestesia y N.W.A.. Como ya habían declarado en alguna ocasión, los grupos elegidos se movían alrededor de los tres estilos claves para la banda: rock, rap y reggae. O, como señaló Xabier Cervantes (crítico musical de la revista Rockdelux), «punk, rock, rap y reggae». Las letras que no estaban originalmente en euskera (todas excepto las versiones de BAP!!, Errobi y Anestesia), fueron traducidas por Fermin.

## Lista de canciones
| #   | Canción                       | Título original             | Traducción                    | Intérprete           |
| 1.  | «Ez dut ezer esan nahi»       | «Ez dut ezer esan nahi»     | «No quiero decir nada»        | BAP!!                |
| 2.  | «Errespetua»                  | «Respect»                   | «Respeto»                     | Otis Redding         |
| 3.  | «Ezin dut azaldu»             | «I can't explain»           | «No puedo explicarlo»         | The Who              |
| 4.  | «Sexu makina»                 | «Sex machine»               | «Máquina sexual»              | Macka B              |
| 5.  | «Gizon ttikia, aho handia»    | «Small man, big mouth»      | «Hombre pequeño, boca grande» | Minor Threat         |
| 6.  | «Anima zaitez»                | «Lively up yourself»        | «Anímate»                     | Bob Marley           |
| 7.  | «Neska zero katea ikusten du» | «She watchs channel zero?!» | «¡¿Ella ve el canal cero?!»   | Public Enemy         |
| 8.  | «Matxinatu vals-a»            | «Rebel waltz»               | «Vals rebelde»                | The Clash            |
| 9.  | «Sindikatua»                  | «Unionize»                  | «Sindícate»                   | The Redskins         |
| 10. | «Ikaratzen»                   | «Getting the fear»          | «Asustándose»                 | Poison Idea          |
| 11. | «Aitarik ez dut»              | «Aitarik ez dut»            | «No tengo padre»              | Errobi               |
| 12. | «Mtv-antenatik at»            | «Mtv-Get off the air»       | «Mtv-fuera de antena»         | Dead Kennedys        |
| 13. | «Reggae Peachentzat»          | «Reggae for Peach»          | «Reggae para Peach»           | Linton Kwesi Johnson |
| 14. | «Agur»                        | «Agur»                      | «Adiós»                       | Anestesia            |
| 15. | «Adieraz zaitez»              | «Express yourself»          | «Exprésate»                   | N.W.A.               |

Letras originales de:
- «Ez dut ezer esan nahi» escrita por X. Ansa.
- «Errespetua» escrita por O. Redding.
- «Ezin dut azaldu» escrita por P. Townshend
- «Sexu makina» escrita por C. Mc Farlaine.
- «Gizon ttikia, aho handia» escrita por I. MacKaye.
- «Anima zaitez» escrita por B. Marley
- «Neska zero katea ikusten du» escrita por Ridenhour, Griffin, Schockle, Sadler y Drayton.
- «Matxinatu vals-a» escrita por P. Simonon, T. Headon, J. Strummer y M. Jones.
- «Sindikatua» escrita por N. King, C. Dean y M. Hewes.
- «Ikaratzen» escrita por Jerry A. y Pig Champion.
- «Aitarik ez dut» escrita por A. Duhalde y M. Ducau.
- «MTV-antenatik at» escrita por J. Biafra
- «Reggae Peachentzat» escrita por L.K.J.
- «Agur» escrita por M. Cazalis.
- «Adiera zaitez» escrita por C. Wilson.

Todas las letras, excepto «Ez dut ezer esan nahi», «Aitarik ez dut» y «Agur» fueron adaptadas al euskera por Fermin Muguruza.

## Personal

### Músicos
Negu Gorriak:
- Fermin Muguruza: cantante.
- Iñigo Muguruza: guitarra y voz.
- Kaki Arkarazo: guitarra y voz.
- Mikel «Anestesia»: bajo y voz.
- Mikel «BAP!!»: batería.

Otros músicos
- Izaskun Forkada: voz.
- Sorkun Rubio: voz.
- Irantzu Silva: voz.
- Juanan Díez: trombón y arreglos de vientos.
- Satur Babón: saxo tenor.
- Mikel Valcarlos: trompeta.
- Anjel Valdés: percusiones.
- Mikel Azpiroz: órgano Hammond.
- Javi Pez: voz en «Ez dut ezer esan nahi» y «Adiera zaitez».
- Silvia Ammirato (de Wemean): voz en «Neska zero katea ikusten du».
- Jabier Muguruza: acordeón en «Matxinatu vals-a».
- Evaristo (de La Polla Records, Gatillazo): voz en «MTV-antenatik at»
- Sergent García: voz en «Sexu makina».
- Pasteur G.: voz en «Sexu makina».
- Reverend T.: voz en «Sexu makina».

### Técnicos
- Kaki Arkarazo: técnico de sonido.
- Manolo Gil: diseño.
- Ikor Kotx: fotografías
- Edurne Koch: fotografías.